# Zeltiņu pagasts
Zeltiņu pagasts er en territorial enhed i Alūksnes novads i Letland. Pagasten etableredes i 1866, havde 413 indbyggere i 2010 og 393 indbyggere i 2016 og omfatter et areal på 63,09 kvadratkilometer. Hovedbyen i pagasten er Zeltiņi.